# Kamenica (Metlika, Slovenija)
Kamenica je naselje u slovenskoj Općini Metliki. Kamenica se nalazi u pokrajini Dolenjskoj i statističkoj regiji Jugoistočnoj Sloveniji. 

## Stanovništvo
Prema popisu stanovništva iz 2002. godine naselje je imalo 8 stanovnika.